# Зеленодібрівська сільська рада
Зеленодібрі́вська сільська́ ра́да — адміністративно-територіальна одиниця та орган місцевого самоврядування в Городищенському районі Черкаської області. Адміністративний центр — село Зелена Діброва.

## Загальні відомості
- Населення ради: 685 осіб (станом на 2001 рік)

## Населені пункти
Сільській раді були підпорядковані населені пункти:
- с. Зелена Діброва

## Склад ради
Рада складалася з 12 депутатів та голови.
- Голова ради: Щербак Ігор Володимирович
- Секретар ради: Цьопа Микола Васильвич

### Керівний склад попередніх скликань
| Прізвище, ім'я, по батькові | Основні відомості                                            | Дата обрання | Дата звільнення |
| --------------------------- | ------------------------------------------------------------ | ------------ | --------------- |
| Щербак Ігор Володимирович   | Сільський голова, 1971 року народження, член Народної партії | 26.03.2006   | 31.10.2010      |
| Щербак Ігор Володимирович   | Сільський голова, 1971 року народження                       | 17.07.2011   |                 |

Примітка: таблиця складена за даними сайту Верховної Ради України

### Депутати
За результатами місцевих виборів 2010 року депутатами ради стали:

#### За суб'єктами висування
| Суб'єкт висування           | Кількість обраних депутатів | %    |
| --------------------------- | --------------------------- | ---- |
| Партія регіонів             | 10                          | 83,3 |
| Комуністична партія України | 1                           | 8,3  |
| Народна партія              | 1                           | 8,3  |

#### За округами
| № округу                    | Прізвище, ім'я, по батькові    | Дата визнання обраним | Освіта  | Партійна приналежність | Відомості про обраного депутата                                      |
| --------------------------- | ------------------------------ | --------------------- | ------- | ---------------------- | -------------------------------------------------------------------- |
| Комуністична партія України |                                |                       |         |                        |                                                                      |
| 7                           | Вікнянська Тетяна Василівна    | 08.11.2010            | середня | член Партії регіонів   | пенсіонер                                                            |
| Народна Партія              |                                |                       |         |                        |                                                                      |
| 12                          | Дзюба Ганна Михайлівна         | 08.11.2010            | середня | позапартійна           | Зеленодібрвівський сільський центр культури та дозвілля, бібліотекар |
| Партія регіонів             |                                |                       |         |                        |                                                                      |
| 1                           | Тихоновський Григорій Петрович | 08.11.2010            | середня | позапартійний          | СПОП «Відродження», охоронник                                        |
| 2                           | Цьопа Микола Васильович        | 08.11.2010            | вища    | позапартійний          | Зеленодібрівська сільська рада, бухгалтер                            |
| 3                           | Кушнір Галина Іванівна         | 08.11.2010            | вища    | позапартійна           | Зеленодібрівський відділ зв'язку, завідувачка                        |
| 4                           | Ясиновий Іван Миронович        | 08.11.2010            | середня | позапартійний          | пенсіонер                                                            |
| 5                           | Ясеновий Василь Миронович      | 08.11.2010            | середня | позапартійний          | пенсіонер                                                            |
| 6                           | Щербак Світлана Іллівна        | 08.11.2010            | середня | позапартійна           | приватний підприємець                                                |
| 8                           | Демяненко Сергій Миколайович   | 08.11.2010            | середня | позапартійний          | Зеленодібрівський навчально виробничий комплекс, кочегар             |
| 9                           | Коляда Василь Дмитрович        | 08.11.2010            | середня | позапартійний          | тимчасово не працює                                                  |
| 10                          | Демяненко Микола Миколайович   | 08.11.2010            | вища    | позапартійний          | Зеленодібрівський навчально виробничий комплекс, директор            |
| 11                          | Прищепа Іван Павлович          | 08.11.2010            | вища    | позапартійний          | Зеленодібрівський навчально виробничий комплекс, заступник директора |